# Mark Breeze
Mark Breeze (nombre real Mark Brady, nacido en 1970), también conocido como DJ Breeze, es un DJ británico y productor de música hardcore del Reino Unido. Es mejor conocido por sus colaboraciones con Darren Styles como Styles & Breeze y la serie de mezclas recopilatorias Clubland X-Treme Hardcore.  También es el fundador del sello Infinity Recordings, que dirigió desde 1997 hasta 2003, cuando DJ Silver se hizo cargo de sus operaciones. 

## Discografía

### Sencillos
- "Let Me Fly" (2003) - UK #59[3]
- "You're Shining" (2004) - UK #19[4]
- "Heartbeatz" (2005) - UK #16[4]